# Blåtjärnen, Hälsingland
Blåtjärnen är en sjö i Ljusdals kommun i Hälsingland och ingår i Ljusnans huvudavrinningsområde.